# 阿尔桑 (吉伦特省)
阿尔桑（法語：Arcins）是法国吉伦特省的一个市镇，属于莱斯帕尔梅多克区（Lesparre-Médoc）卡斯泰尔诺德梅多克县（Castelnau-de-Médoc）。该市镇总面积6.77平方公里，2009年时的人口为415人。

## 人口
阿尔桑人口变化图示